# 帕特里夏·希尔
帕特里夏·希尔（英語：Patricia Hill，？—），新西兰女子田径运动员。她曾代表新西兰参加1980年、1984年和1988年夏季残疾人奥林匹克运动会田径比赛，获得二枚金牌、三枚银牌和三枚铜牌。